# Barém nos Jogos Olímpicos de Verão de 2024

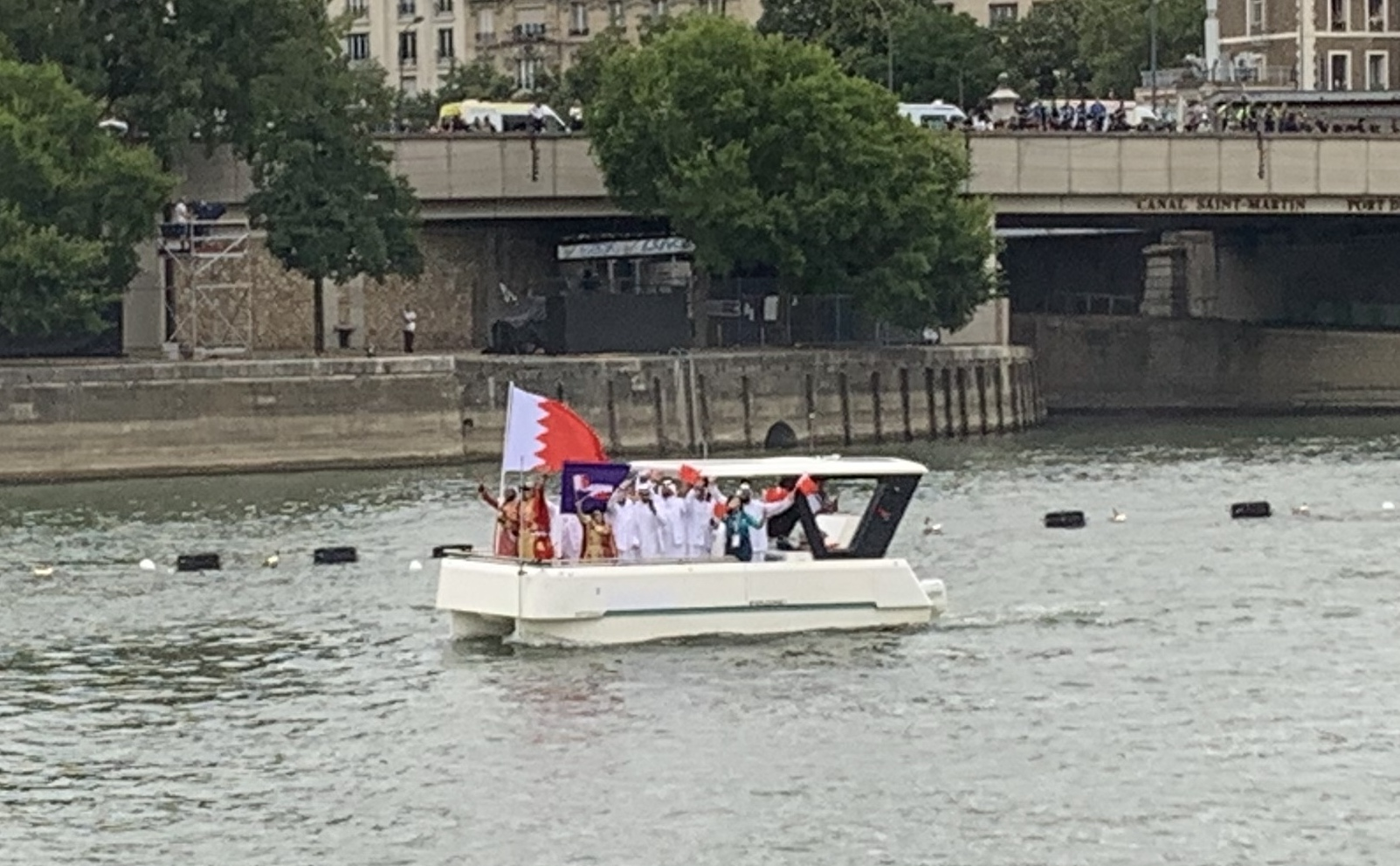
Delegação do Barém durante a cerimônia de abertura

O Barém competiu nos Jogos Olímpicos de Verão de 2024 realizados em Paris, na França, entre 26 de julho e 11 de agosto de 2024. Foi a 11.ª aparição consecutiva do país nos Jogos Olímpicos de Verão desde a estreia em Los Angeles 1984.
Foi representado por 14 atletas que competiram em cinco esportes. Conquistou quatro medalhas, sendo duas de ouro com Winfred Yavi nos 3000 metros com obstáculos feminino do atletismo e Akhmed Tazhudinov na categoria até 97 kg masculino da luta livre, uma de prata com Salwa Eid Naser na categoria nos 400 m feminino do atletismo e um bronze com Gor Minasyan na categoria acima de 102 kg do halterofilismo.

## Medalhas
| Atleta            | Esporte        | Evento                         | Medalha |
| ----------------- | -------------- | ------------------------------ | ------- |
| Winfred Yavi      | Atletismo      | 3000 m com obstáculos feminino | Ouro    |
| Akhmed Tazhudinov | Lutas          | Livre até 97 kg masculino      | Ouro    |
| Salwa Eid Naser   | Atletismo      | 400 m feminino                 | Prata   |
| Gor Minasyan      | Halterofilismo | Mais de 102 kg masculino       | Bronze  |

## Competidores
Esta foi a participação por modalidade nesta edição:
| Esporte        | Masculino | Feminino | Total |
| -------------- | --------- | -------- | ----- |
| Atletismo      | 1         | 7        | 8     |
| Halterofilismo | 2         | 0        | 2     |
| Judô           | 1         | 0        | 1     |
| Lutas          | 1         | 0        | 1     |
| Natação        | 1         | 1        | 2     |
| Total          | 6         | 8        | 14    |

## Desempenho

### Atletismo
- Q = Qualificado para a próxima fase
- q = Qualificado para a próxima fase como o perdedor mais rápido ou, em eventos de campo, pela posição sem atingir o alvo para qualificação
- N/A = Fase não aplicável para o evento
- Bye = Atleta não precisou disputar aquela fase

Masculino
Eventos de pista
| Atleta        | Evento  | Baterias | Baterias | Repescagem | Repescagem | Semifinal | Semifinal | Final       | Final       | Ref.  |
| Atleta        | Evento  | Tempo    | Pos.     | Tempo      | Pos.       | Tempo     | Pos.      | Tempo       | Pos.        | Ref.  |
| ------------- | ------- | -------- | -------- | ---------- | ---------- | --------- | --------- | ----------- | ----------- | ----- |
| Birhanu Balew | 5000 m  | 13:53.11 | 10       | N/A        | N/A        | N/A       | N/A       | Não avançou | Não avançou | [ 5 ] |
| Birhanu Balew | 10000 m | N/A      | N/A      | N/A        | N/A        | N/A       | N/A       | 27:30.94    | 17          | [ 5 ] |

Feminino
Eventos de pista e estrada
| Atleta          | Evento                | Baterias | Baterias | Repescagem  | Repescagem  | Semifinal   | Semifinal   | Final       | Final            | Ref.   |
| Atleta          | Evento                | Tempo    | Pos.     | Tempo       | Pos.        | Tempo       | Pos.        | Tempo       | Pos.             | Ref.   |
| --------------- | --------------------- | -------- | -------- | ----------- | ----------- | ----------- | ----------- | ----------- | ---------------- | ------ |
| Salwa Eid Naser | 400 m                 | 49.91    | 1 Q      | Bye         | Bye         | 49.08       | 1 Q         | 48.53       | Medalha de prata | [ 6 ]  |
| Nelly Jepkosgei | 800 m                 | 2:00.63  | 5        | 2:01.12     | 5           | Não avançou | Não avançou | Não avançou | Não avançou      | [ 7 ]  |
| Kemi Adekoya    | 400 m com barreiras   | DNS      | DNS      | Não avançou | Não avançou | Não avançou | Não avançou | Não avançou | Não avançou      | [ 8 ]  |
| Winfred Yavi    | 3000 m com obstáculos | 9:15.11  | 1 Q      | N/A         | N/A         | N/A         | N/A         | 8:52.76     | Medalha de ouro  | [ 9 ]  |
| Eunice Chumba   | Maratona              | N/A      | N/A      | N/A         | N/A         | N/A         | N/A         | 2:26:10     | 10               | [ 10 ] |
| Tigist Gashaw   | Maratona              | N/A      | N/A      | N/A         | N/A         | N/A         | N/A         | 2:30:53     | 34               | [ 11 ] |
| Rose Chelimo    | Maratona              | N/A      | N/A      | N/A         | N/A         | N/A         | N/A         | 2:32:08     | 43               | [ 12 ] |

### Halterofilismo
Masculino
| Atleta         | Evento         | Arranco | Arranco | Arremesso | Arremesso | Total | Pos.              | Ref.   |
| Atleta         | Evento         | Result. | Pos.    | Result.   | Pos.      | Total | Pos.              | Ref.   |
| -------------- | -------------- | ------- | ------- | --------- | --------- | ----- | ----------------- | ------ |
| Lesman Paredes | Até 102 kg     | 181     | 5       | 211       | 6         | 392   | 6                 | [ 13 ] |
| Gor Minasyan   | Mais de 102 kg | 216     | 1       | 245       | 3         | 461   | Medalha de bronze | [ 14 ] |

### Judô
Masculino
| Atleta            | Evento    | Primeira fase        | Segunda fase           | Oitavas              | Quartas              | Semifinais           | Repescagem           | Final / DB           | Final / DB | Ref.   |
| Atleta            | Evento    | Adversário Resultado | Adversário Resultado   | Adversário Resultado | Adversário Resultado | Adversário Resultado | Adversário Resultado | Adversário Resultado | Pos.       | Ref.   |
| ----------------- | --------- | -------------------- | ---------------------- | -------------------- | -------------------- | -------------------- | -------------------- | -------------------- | ---------- | ------ |
| Askerbii Gerbekov | Até 81 kg | Bye                  | TUR V Albayrak D 00–10 | Não avançou          | Não avançou          | Não avançou          | Não avançou          | Não avançou          | =17        | [ 15 ] |

### Lutas

#### Livre
Masculino
| Atleta            | Evento    | Oitavas              | Quartas              | Semifinal            | Repescagem           | Final                       | Final           | Ref.   |
| Atleta            | Evento    | Adversário Resultado | Adversário Resultado | Adversário Resultado | Adversário Resultado | Adversário Resultado        | Pos.            | Ref.   |
| ----------------- | --------- | -------------------- | -------------------- | -------------------- | -------------------- | --------------------------- | --------------- | ------ |
| Akhmed Tazhudinov | Até 97 kg | IRI A Azarpira V 4–3 | KAZ A Yergali V 14–2 | USA K Snyder V 6–4   | —                    | GEO G Matcharashvili V 2–0F | Medalha de ouro | [ 16 ] |

### Natação
Masculino
| Atleta     | Evento      | Eliminatórias | Eliminatórias | Semifinal   | Semifinal   | Final       | Final       | Ref.   |
| Atleta     | Evento      | Tempo         | Pos.          | Tempo       | Pos.        | Tempo       | Pos.        | Ref.   |
| ---------- | ----------- | ------------- | ------------- | ----------- | ----------- | ----------- | ----------- | ------ |
| Saud Ghali | 200 m peito | 2:22.51       | 25            | Não avançou | Não avançou | Não avançou | Não avançou | [ 17 ] |

Feminino
| Atleta           | Evento       | Eliminatórias | Eliminatórias | Semifinal   | Semifinal   | Final       | Final       | Ref.   |
| Atleta           | Evento       | Tempo         | Pos.          | Tempo       | Pos.        | Tempo       | Pos.        | Ref.   |
| ---------------- | ------------ | ------------- | ------------- | ----------- | ----------- | ----------- | ----------- | ------ |
| Amani Al-Obaidli | 100 m costas | 1:04.27       | 31            | Não avançou | Não avançou | Não avançou | Não avançou | [ 18 ] |